# Voetbalelftal van de Sovjet-Unie (vrouwen)
Het vrouwenvoetbalelftal van de Sovjet-Unie was een voetbalteam dat de Sovjet-Unie vertegenwoordigde in internationale wedstrijden, zoals het Europees kampioenschap.
De Sovjet-Unie had lange tijd geen vrouwenvoetbalteam. In een stuk dat in 1972 in een Russisch tijdschrift verscheen stond geschreven dat voetbal gevaarlijk was voor vrouwen, aangezien hun hart en botten ernstige schade zouden kunnen oplopen. Korte tijd later werd het verboden voor vrouwen uit de Sovjet-Unie om diverse sporten te beoefenen; naast voetbal waren dit ook boksen en worstelen.
Op 26 maart 1990 speelde het elftal van de Sovjet-Unie zijn eerste wedstrijd in en tegen Bulgarije, waarin met 1-4 werd gewonnen. Het team nam niet deel aan de kwalificatie voor het Europees kampioenschap voetbal vrouwen 1991 en speelde in plaats daarvan een reeks vriendschappelijke wedstrijden. In 1993 nam het wel deel aan de kwalificatie. Het speelde slechts een wedstrijd tegen Hongarije, waarin met 2-1 werd gewonnen. Hierna viel de Sovjet-Unie uiteen. In de eerste helft van 1992 speelde de ploeg onder de vlag van het Gemenebest van Onafhankelijke Staten, voordat het Russisch voetbalelftal werd aangewezen als de officiële opvolger van de Sovjet-Unie en de kwalificatiereeks afmaakte.
In de twintig maanden dat het elftal van de Sovjet-Unie bestond, was Oleg Lapsjin de enige bondscoach.

## Prestaties op eindronden

### Wereldkampioenschap
| Jaar   | Resultaat           | Wed                 | W                   | G                   | V                   | DV                  | DT                  |
| ------ | ------------------- | ------------------- | ------------------- | ------------------- | ------------------- | ------------------- | ------------------- |
| 1991   | Niet deelgenomen    | Niet deelgenomen    | Niet deelgenomen    | Niet deelgenomen    | Niet deelgenomen    | Niet deelgenomen    | Niet deelgenomen    |
| 1995   | Speelde als Rusland | Speelde als Rusland | Speelde als Rusland | Speelde als Rusland | Speelde als Rusland | Speelde als Rusland | Speelde als Rusland |
| Totaal | 0/1                 | 0                   | 0                   | 0                   | 0                   | 0                   | 0                   |

### Europees kampioenschap
| Jaar   | Resultaat           | Wed                 | W                   | G                   | V                   | DV                  | DT                  |
| ------ | ------------------- | ------------------- | ------------------- | ------------------- | ------------------- | ------------------- | ------------------- |
| 1984   | Niet deelgenomen    | Niet deelgenomen    | Niet deelgenomen    | Niet deelgenomen    | Niet deelgenomen    | Niet deelgenomen    | Niet deelgenomen    |
| 1987   | Niet deelgenomen    | Niet deelgenomen    | Niet deelgenomen    | Niet deelgenomen    | Niet deelgenomen    | Niet deelgenomen    | Niet deelgenomen    |
| 1989   | Niet deelgenomen    | Niet deelgenomen    | Niet deelgenomen    | Niet deelgenomen    | Niet deelgenomen    | Niet deelgenomen    | Niet deelgenomen    |
| 1991   | Niet deelgenomen    | Niet deelgenomen    | Niet deelgenomen    | Niet deelgenomen    | Niet deelgenomen    | Niet deelgenomen    | Niet deelgenomen    |
| 1993   | Speelde als Rusland | Speelde als Rusland | Speelde als Rusland | Speelde als Rusland | Speelde als Rusland | Speelde als Rusland | Speelde als Rusland |
| Totaal | 0/4                 | 0                   | 0                   | 0                   | 0                   | 0                   | 0                   |

FFUSSR · A-internationals · Bondscoaches · Vrouwenelftal van de Sovjet-Unie · Sovjet-Unie U18 · Sovjet-Unie U16
1920 – 1929 · 
1950 – 1959 · 
1960 – 1969 · 
1970 – 1979 · 
1980 – 1989 · 
1990 – 1992
EK 1960 · 
EK 1964 · 
EK 1968 · 
EK 1972 · 
EK 1976 · 
EK 1980 · 
EK 1984 · 
EK 1988 · 
EK 1992** 
WK 1958 · 
WK 1962 · 
WK 1966 · 
WK 1970 · 
WK 1974 · 
WK 1978 · 
WK 1982 · 
WK 1986 · 
WK 1990
OS 1952 ·
OS 1956 ·
OS 1960 · 
OS 1964 · 
OS 1968 · 
OS 1972 ·
OS 1976 ·
OS 1980 ·
OS 1984 · 
OS 1988
1923 · 
1924 · 
1925 · 
1926–1951 · 
1952 · 
1953 · 
1954 · 
1955 · 
1956 · 
1957 · 
1958 · 
1959 · 
1960 · 
1961 · 
1962 · 
1963 · 
1964 · 
1965 · 
1966 · 
1967 · 
1968 · 
1969 · 
1970 · 
1971 · 
1972 · 
1973 · 
1974 · 
1975 · 
1976 · 
1977 · 
1978 · 
1979 · 
1980 · 
1981 · 
1982 · 
1983 · 
1984 · 
1985 · 
1986 · 
1987 · 
1988 · 
1989 · 
1990 · 
1991 · 
1992** 
Algerije ·
Argentinië ·
België ·
Brazilië ·
Bulgarije ·
Canada ·
Chili ·
China ·
Colombia ·
Costa Rica ·
Cyprus ·
DDR ·
Denemarken ·
Duitsland ·
El Salvador ·
Engeland ·
Finland ·
Frankrijk ·
Griekenland ·
Guatemala ·
Hongarije ·
Ierland ·
IJsland ·
India ·
Iran ·
Israël ·
Italië ·
Japan ·
Joegoslavië ·
Kameroen ·
Koeweit ·
Luxemburg ·
Marokko ·
Mexico ·
Nederland ·
Nieuw-Zeeland ·
Noord-Ierland ·
Noord-Korea ·
Noorwegen ·
Oostenrijk ·
Peru ·
Polen ·
Portugal ·
Roemenië ·
Schotland ·
Spanje ·
Syrië ·
Tsjecho-Slowakije ·
Tunesië ·
Turkije ·
Uruguay ·
Verenigde Staten ·
Wales ·
Zweden ·
Zwitserland
België (1982) ·
Duitsland (1972) ·
Joegoslavië (1960) ·
Nederland (1988) ·
Polen (1982) ·
Spanje (1964)
** = Onder de naam Gemenebest van Onafhankelijke Staten